# Kirill Malyarov
Kirill Anatolyevich Malyarov (tiếng Nga: Кирилл Анатольевич Маляров; sinh ngày 7 tháng 3 năm 1997) là một cầu thủ bóng đá người Nga. Anh thi đấu cho FC Olimpiyets Nizhny Novgorod.

## Sự nghiệp câu lạc bộ
Anh ra mắt chuyên nghiệp tại Giải bóng đá Quốc gia Nga cho F.K. Volga Nizhny Novgorod vào ngày 11 tháng 7 năm 2015 trong trận đấu với FK Yenisey Krasnoyarsk.

## Đời sống cá nhân
Anh trai của anh Nikita Malyarov cũng là một cầu thủ bóng đá.